# 和什力克乡
和什力克乡，是中华人民共和国新疆维吾尔自治区巴音郭楞蒙古自治州库尔勒市下辖的一个乡镇级行政单位。

## 行政区划
和什力克乡下辖以下地区：
上和什力克村、下和什力克村、萨依勒克村、库勒村、苏盖特买里村、塔什阔坦村和布尕贝希村。